# Светско првенство у атлетици у дворани 2008 — 1.500 метара за жене
Трка на 1.500 метара у женској конкуренцији на Светском првенству у дворани 2008. у Валенсији одржана је 8. и 9. марта у Дворани велодрома Луис Пуиг.
Титулу освојену у Москви 2006, бранила је Јулија Фоменко из Русије.

## Земље учеснице
Учествовало је 20 такмичарки из 16 земаља.
1. Бахреин (1)
2. Бугарска (1)
3. Етиопија (1)
4. Канада (1)
5. Мароко (1)
6. Португалија (1)
7. Румунија (2)
8. Русија (2)
9. САД (2)
10. Словенија (1)
11. Уједињено Краљевство (2)
12. Украјина (1)
13. Финска (1)
14. Француска (1)
15. Шведска (1)
16. Шпанија (1)

## Освајачи медаља
| Освајачи медаља |                    |                    |  |  |  |  |
|                 |                    |                    |  |  |  |  |
|                 |                    |                    |  |  |  |  |
|                 |                    |                    |  |  |  |  |
| Гелете Бурка    | Марјам Јусуф Џамал | Данијела Јорданова |  |  |  |  |
| Етиопија        | Бахреин            | Бугарска           |  |  |  |  |

## Рекорди
Стање 6. март 2008.
| Рекорди пре почетка Светског првенства 2008. | Рекорди пре почетка Светског првенства 2008. | Рекорди пре почетка Светског првенства 2008. | Рекорди пре почетка Светског првенства 2008. | Рекорди пре почетка Светског првенства 2008. | Рекорди пре почетка Светског првенства 2008. |
| -------------------------------------------- | -------------------------------------------- | -------------------------------------------- | -------------------------------------------- | -------------------------------------------- | -------------------------------------------- |
| Светски рекорд                               | 3:58,28                                      | Елена Соболева                               | Русија                                       | Москва, Русија                               | 18. фебруар 2006.                            |
| Рекорди светских првенстава                  | 4:01,67                                      | Реџајна Џејкобс                              | Сједињене Државе                             | Бирмингем, Уједињено Краљевство              | 16. март 2003.                               |
| Најбољи резултат сезоне                      | 4:03,28                                      | Лилијана Барбулеску-Попеску                  | Румунија                                     | Будимпешта, Мађарска                         | 15. фебруар 2008.                            |
| Афрички рекорд                               | 4:01,90                                      | Кутре Дулеша                                 | Етиопија                                     | Карлсруе, Немачка                            | 15. фебруар 2004.                            |
| Азијски рекорд                               | 4:01,82                                      | Марјам Јусуф Џамал                           | Бахреин                                      | Валенција, Шпанија                           | 11. фебруар 2006.                            |
| Северноамерички рекорд                       | 3:59,98                                      | Реџајна Џејкобс                              | Сједињене Државе                             | Бостон, САД                                  | 1. фебруар 2003.                             |
| Јужноамерички рекорд                         | 4:14,05                                      | Летитија Врисде                              | Суринам                                      | Будимпешта, Мађарска                         | 12, фебруар 1992.                            |
| Европски рекорд                              | 3:58,28                                      | Елена Соболева                               | Русија                                       | Москва, Русија                               | 18. фебруар 2006.                            |
| Океанијски рекорд                            |                                              |                                              |                                              |                                              |                                              |
| Рекорди пре почетка Светског првенства 2008. |                                              |                                              |                                              |                                              |                                              |
| Рекорди светских првенстава                  | 3:59,75                                      | Гелете Бурка                                 | Етиопија                                     | Валенсија, Шпанија                           | 9. март 2008.                                |
| Најбољи резултат сезоне                      | 3:59,75                                      | Гелете Бурка                                 | Етиопија                                     | Валенсија, Шпанија                           | 9. март 2008.                                |
| Афрички рекорди                              | 3:59,75                                      | Гелете Бурка                                 | Етиопија                                     | Валенсија, Шпанија                           | 9. март 2008.                                |
| Азијски рекорди                              | 3:59,79                                      | Марјам Јусуф Џамал                           | Бахреин                                      | Валенсија, Шпанија                           | 9. март 2008.                                |

### Најбољи резултати у 2008. години
Десет најбољих атлетичарки године на 1.500 метара у дворани пре првенства (7. марта 2008), имале су следећи пласман.
| 1.  | Лилијана Барбулеску-Попеску | Румунија         | 4:03,53 | 15. фебруар |
| 2.  | Јекатерина Шармина          | Русија           | 4:03,68 | 10. фебруар |
| 3.  | Марјам Јусуф Џамал          | Бахреин          | 4:04,30 | 21. фебруар |
| 4.  | Гелете Бурка                | Етиопија         | 4:04,37 | 21. фебруар |
| 5.  | Јелена Орлова               | Русија           | 4:06,99 | 19. јануар  |
| 6.  | Олесја Чумакова-Михејева    | Русија           | 4:07,41 | 10. фебруар |
| 7.  | Силвија Џебивот Кибет       | Кенија           | 4:07,46 | 10. фебруар |
| 8.  | Соња Роман                  | Словенија        | 4:08,16 | 10. фебруар |
| 9.  | Лиса Добриски               | Велика Британија | 4:08,88 | 13. фебруар |
| 10. | Сузан Скот                  | Велика Британија | 4:09,07 | 13. фебруар |

Такмичарке чија су имена подебљана учествовале су на СП 2008.

## Сатница
| Датум         | Време | Ниво          |
| ------------- | ----- | ------------- |
| 8. март 2008. | 12:15 | Квалификације |
| 9. март 2008. | 18:25 | Финале        |

## Резултати

### Квалификације
Такмичење је одржано 8. марта 2008. године. Такмичарке су биле подељене у 2 групе. За пласман у полуфинале пласирале су се по 3 првопласиране из група (КВ) и 3 према постигнутом резултату (кв).,,.
Почетак такмичења: група 1 у 12:15, група 2 у 12:30.
| Плас. | Група | Атлетичарка                 | Земља                | ЛР       | ЛРС     | Резултат | Белешка   |
| ----- | ----- | --------------------------- | -------------------- | -------- | ------- | -------- | --------- |
| 1.    | 2     | Јулија Фоменко              | Русија               | 3:55,68о |         | 4:05,94  | КВ, Диск. |
| 2.    | 2     | Лилијана Барбулеску-Попеску | Румунија             | 4:03,33  | 4:03,33 | 4:06,68  | КВ        |
| 3.    | 1     | Марјам Јусуф Џамал          | Бахреин              | 3:56,18о | 4:04,30 | 4:07,43  | КВ        |
| 4.    | 1     | Елена Соболева              | Русија               | 3:56,43о |         | 4:07,85  | КВ, Диск. |
| 5.    | 2     | Соња Роман                  | Словенија            | 4:06,75  | 4:08,16 | 4:08,12  | КВ, ЛРС   |
| 6.    | 1     | Гелете Бурка                | Етиопија             | 3:59,60о | 4:04,37 | 4:08,24  | КВ        |
| 7.    | 1     | Данијела Јорданова          | Бугарска             | 3:59,10о |         | 4:08,44  | кв, ЛРС   |
| 8.    | 2     | Bouchra Ghezielle           | Француска            | 4:01,28о |         | 4:08,83  | КВ, Диск. |
| 9.    | 2     | Сихам Хилали                | Мароко               | 4:04,03о |         | 4:10,09  | кв, ЛР    |
| 10.   | 1     | Сузан Скот                  | Уједињено Краљевство | 4:09,00о | 4:09,07 | 4:10,39  |           |
| 11.   | 1     | Кристин Вурт-Томас          | САД                  | 4:05,00о | 4:14,21 | 4:10,56  | ЛР        |
| 12.   | 2     | Џема Симпсон                | Уједињено Краљевство | 4:10,08о | 4:13,99 | 4:11,17  | ЛР        |
| 13.   | 1     | Наталија Тобијас            | Украјина             | 4:02,52о | 4:10,3  | 4:11,71  |           |
| 14.   | 1     | Мари Јарвенпа               | Финска               | 4:10,33о | 4:17,22 | 4:13,24  | НР, ЛР    |
| 15.   | 1     | Елена Анточи                | Румунија             | 4:02,90о | 4:11,79 | 4:13,93  |           |
| 16.   | 2     | Jenelle Deatherage          | САД                  | 4:07,87о | 4:15,56 | 4:14,27  | ЛРС       |
| 17.   | 2     | Кајса Хегланд               | Шведска              | 4:12,99о | 4:14,90 | 4:14,82  | ЛР        |
| 18.   | 2     | Хилари Штелингверф          | Канада               | 4:05,69о | 4:10,32 | 4:18,26  |           |
| 19.   | 2     | Сандра Теишеира             | Португалија          | 4:10,28о | 4:14,72 | 4:23,14  |           |
| 20.   | 1     | Естер Десвиат               | Шпанија              | 4:15,95  | 4:15,95 | 4:33,71  |           |

### Финале
Такмичење је одржано 9. марта 2008. године у 18:25.
| Поз. | Атлетичарка                 | Земља     | Резултат | Белешка                     |
| ---- | --------------------------- | --------- | -------- | --------------------------- |
| 1.   | Елена Соболева              | Русија    | 3:57,71  | СР, ЕР, РСП, НР,, ЛР, Диск. |
| 2.   | Јулија Фоменко              | Русија    | 3:59,41  | ЛР, Диск.                   |
|      | Гелете Бурка                | Етиопија  | 3:59,75  | СРС, РСП, АФР, НР, ЛР       |
|      | Марјам Јусуф Џамал          | Бахреин   | 3:59,79  | АЗР, НР, ЛР                 |
|      | Данијела Јорданова          | Бугарска  | 4:04,19  | НР, ЛР                      |
| 4.   | Лилијана Барбулеску-Попеску | Румунија  | 4:07,61  |                             |
| 5.   | Сихам Хилали                | Мароко    | 4:15,54  |                             |
| 7.   | Bouchra Ghezielle           | Француска | 4:08.66  | Диск.                       |
|      | Соња Роман                  | Словенија | НЗ       |                             |

### Пролазна времена
| Дистанца | Атлетичарке    | Земља  | Време   |
| -------- | -------------- | ------ | ------- |
| 200 м    | Елена Соболева | Русија | 30,95   |
| 400 м    | Елена Соболева | Русија | 1:03,26 |
| 600 м    | Елена Соболева | Русија | 1:35,66 |
| 800 м    | Јулија Фоменко | Русија | 2:07,89 |
| 1.000 м  | Јулија Фоменко | Русија | 2:39,90 |
| 1.200 м  | Јулија Фоменко | Русија | 3:11,53 |
| 1.400 м  | Елена Соболева | Русија | 3:42,27 |